# 贾尔达
贾尔达（Jalda），是印度奥里萨邦Sundargarh县的一个城镇。总人口11957（2001年）。

## 人口
该地2001年总人口11957人，其中男性6122人，女性5835人；0—6岁人口1466人，其中男758人，女708人；识字率63.07%，其中男性为73.39%，女性为52.24%。